# سرخوی گوژپشت
سرخوی گوژپشت (نام علمی: Lutjanus gibbus) نام یک گونه از تیره سرخوماهیان است.